# Туроператори
Туроператори имају организаторску улогу. Туроператори су велике туристичке агенције које креирају пакет аранжмане, и уступају их мањим туристичким агенцијама и за то им плаћају провизију, а зарада туроператора је у виду марже. 

## Врсте туроператора
Туроператори се у основи деле у четири врсте. То су категорије базиране на осонову природе њиховог посла и начина пословања. 
1. Унутрашњи туристички оператoри
2. Спољашњи туристички оператoри
3. Домаћи туристички оператoри
4. Оперaтoри на земљи

### Унутрашњи туроператори
Такође су познати и као долазни туроператори. Технички, оператори који примају госте, клијенте / туристе и управљају аранжманима у домаћој земљи се називају долазни туроператори.

### Спољашњи туроператори
Туроператори који промовишу путовања за стране дестинације, можда пословно путовање или слободно путовање називају се спољашњи туроператори.

### Домаћи туроператори
Домаћи туроператори су они који окупљају, комбинују туристичке компоненте у инклузивне туре и продају их домаћим путницима. Ови туроператори пружају услуге путовања у оквиру матичне земље туриста.

### Оператори на земљи
Ово су опште познате агенције за управљање и њихова главна функција је да организују туристичке аранжмане за долазеће туристе у име прекоморских оператора.

## Функције туроператора[2]
- Планирање обиласка
- Прављење туристичког аранжмана
- Организовање путовања
- Давање информација о путовању
- Резервација
- Путни налози
- Процена опција на располагању
- Промоција
- Продаја и маркетинг
- Вођење рачуна о грешкама

## Важност туроператора
Туроператори путовања имају кључну улогу у сектору туризма. Kреирају туристичке производе, промовишу их и продају туристима. Туристима пружају најбољу и конкурентну цену. Туристички оператори преговарају са добављачима туристичког производа, као што су хотели, авио- компаније. Туроператори организују путовања на најбољи могући начин. Они персонализују и воде рачуна о томе да је свака компонента обиласка добро збринута.Пружају најбоље искуство током путовања. Туристички оператори пружају систем подршке како у матичној земљи, тако и у иностранству. 